# Azul de UCLA
Azul de UCLA es una tonalidad de azul utilizada como uno de los colores corporativos de la Universidad de California en Los Ángeles (UCLA). Se describe como un azul cielo profundo.
El azul de UCLA fue aprobado por el rector de UCLA en marzo de 2004.
El valor hexadecimal del color es 536895. En el sistema Pantone existe un código azul UCLA.
El Azul de UCLA es utilizado a nivel corporativo por las autoridades de la universidad, pero es diferente del azul que utilizan sus equipos deportivos, los UCLA Bruins, que es el azul Pantone 285 (0073CF hex). La distinción entre la identidad gráfica institucional, académica y deportiva es común en las principales universidades.